# Gamma Ursae Minorydy
gamma Ursae Minorydy (404 GUM) – rój meteorów, który możemy obserwować od 15 do 25 stycznia. Jego maksimum aktywności przypada na 20 stycznia z ZHR na poziomie 3. Radiant roju znajduje się w gwiazdozbiorze Małej Niedźwiedzicy w pobliżu gwiazdy γ UMi. Prędkość meteorów z roju wynosi 31 km/s. Ciało macierzyste nie jest jeszcze znane.
gamma Ursae Minorydy zostały odkryte w 2009 roku w wyniku analizy pięciu lat obserwacji Canadian Meteor Orbit Radar. W roku 2010 odnotowano lekko wzmożoną aktywność tego roju.
W 2008 roku rój ten został zauważony w danych wideo z lat 2006–2007 przez M. Wiśniewskiego, K. Złoczewskiego i P. Żołądka z Pracowni Komet i Meteorów. Pod koniec 2008 roku napisano na ten temat artykuł i wysłano do recenzowanego czasopisma naukowego. Po kilkumiesięcznym oczekiwaniu na recenzję, artykuł został odrzucony, a w tym samym czasie ukazała się praca P. Browna i jego współpracowników.